# Luzerner Drachenstein

Der Drachenstein in einem Kupferstich aus dem 18. Jahrhundert

Der Luzerner Drachenstein ist ein ehemaliger Heilstein ungeklärter Herkunft im Natur-Museum Luzern.

## Geschichte
Im Sommer des Jahres 1420 soll nach der Überlieferung bei Rothenburg (Kanton Luzern) ein Bauer namens Stämpfli einen feurigen Drachen gesehen haben, der zum Pilatus-Massiv flog und etwas fallen liess. Dies habe sich als eine von geronnenen Blut umgebene Kugel erwiesen. Diese Kugel wurde bald als Heilstein zur Wunderheilung von zahlreichen Krankheiten eingesetzt. Von einem Nachkommen Stämpflis erwarb der Wundarzt Martin Schriber das Objekt und liess sich 1523 vom Schultheiss und Rat der Stadt Luzern die Wunderkraft urkundlich bestätigen. Nach M. A. Feierabend gelangte es nach dem Tod Schribers 1527 in den Besitz einer Dorothea Moser und 1564 des Stadtschreibers Johannes Kraft, dann des Schultheissen Ludwig Schürf, anschliessend in den Besitz der Familie Cloos und von dieser ging es an die Familie Fleckenstein und schliesslich an die Familie Meier von Schauenstein. 1929 erwarb der Kanton Luzern von dieser den Stein für 400 Franken. Seitdem ist er in staatlichen Besitz und wurde im Natur-Museum Luzern gezeigt. 1954 wurde der Stein – ohne schriftliche Dokumentation – ans Pharmaziehistorische Museum in Basel ausgeliehen und, nach dem kurzaufeinanderfolgenden Tod der beteiligten Verantwortlichen in den jeweiligen Museen, vergessen. Darauf galt der Stein in Luzern für einige Jahre als verschollen, ehe der neue Kurator auf einer Exkursion mit einer Schulklasse 1960 den Stein zufällig in Basel in einer Museumsvitrine entdeckte. Erst 1978 kehrte der Stein zur Neueröffnung des Natur-Museums nach Luzern zurück.

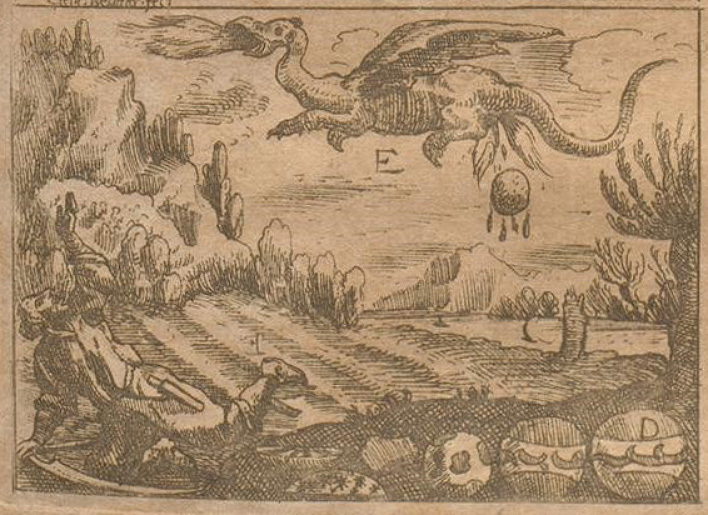
Auffindung des Steines in einer Darstellung von 1661

## Erklärungsversuche und Beschreibung
Aufgrund der Herkunftsgeschichte wurde lange angenommen, dass der Stein entweder selbst ein Meteorit ist, oder einen solchen enthält. M. A. Feierabend erwähnt 1862 einen 1813 in Kalabrien niedergegangen Meteoriten, der ebenfalls scheinbar von geronnenen Blut umgeben war, das sich jedoch als Passat-Staub erwies. Dies sei als Erklärung für das Blut des Drachensteines denkbar, aber nicht mehr überprüfbar, da von diesem „Drachenblut“ nichts erhalten blieb. Er nahm weiterhin an, dass das Objekt erst durch den Wundarzt Schriber seine endgültige Form und Farbe erhalten habe. Zuvor sei der Stein vermutlich blassgelb gewesen. Dieser habe die Form und Größe eines mittleren Apfels und gleiche ganz einer Barbierseifenkugel. Die Bemalung sei kunstlos mit einem dicken, elastischen Pinsel erfolgt. Es handle sich um zwei schwarzbraungefärbte Pole, eine blassgelbe ringförmige Mittelzone und sieben halbmondförmige braune, querliegende, ein Commazeichen darstellende Figuren, die ringsum eine Kette bilden […].
Nach dem Besitzerwechsel von Martin Schriber zu Dorothea Moser verschwand der Glaube an die Wunderkraft zwar rasch, das Objekt galt allerdings weiterhin als kostbare Kuriosität. Es sei ihm nicht gestattet worden, den Stein chemisch zu untersuchen, so Feierabend weiter, aber die Struktur der Oberfläche und das spezifische Gewicht deuteten nicht auf einen Meteoriten, sondern auf ein Gebilde von gebrannter Thonerde. Diese Vermutung wurde 2006 durch eine Computertomografie an der EMPA in Dübendorf bestätigt. Demnach ist der Drachenstein eine massive bemalte Kugel aus einem einzigen Material (vermutlich Ton) und enthält keinen Fremdkörper. Die Entstehung des Steines und die Ursache der Drachenlegende bleiben weiterhin unklar.

## Rezeption
Das Musical Der Drachenstein wurde 2002 im Kultur- und Kongresszentrum Luzern uraufgeführt. 2007 folgte eine Neuaufnahme im Le Théâtre Kriens-Luzern. Eine junge Frau unternimmt darin eine phantastische Reise zu den Ursprüngen des Drachensteins am Pilatus.